# Liburnascincus
Genre
Liburnascincus est un genre de sauriens de la famille des Scincidae.

## Répartition
Les quatre espèces de ce genre sont endémiques du Queensland en Australie.

## Liste des espèces
Selon The Reptile Database (24 août 2015) :
- Liburnascincus artemis Hoskin & Couper, 2015
- Liburnascincus coensis (Mitchell, 1953)
- Liburnascincus mundivensis (Broom, 1898)
- Liburnascincus scirtetis (Ingram & Covacevich, 1980)

## Publication originale
- Wells & Wellington, 1984 "1983" : A synopsis of the class Reptilia in Australia. Australian Journal of Herpetology, vol. 1, no 3/4, p. 73-129 (texte intégral).